# 名古屋飞行场
名古屋飞行场（日语：／ Nagoya hikōjō */?），通稱縣營名古屋機場（日语：／ Kenei Nagoya kūkō */?），是橫跨日本爱知县丰山町、小牧市、春日井市與名古屋市的机场。旅客資料上多表記為名古屋（小牧），航空自衛隊也在此設有小牧基地。

## 歷史
1944年啟用時為軍用機場，稱為「小牧飛行場」（／ Komaki hikōjō），1945年日本戰敗，美軍佔領名古屋飛行場至1958年6月30日為止，1952年起開通民用國內航線，1960年4月1日更名升格為「名古屋機場」（／ Nagoya kūkō），1966年3月11日起開通國際航線，長期為名古屋、中京圈、乃至中部地方首要的聯外機場。
2005年2月17日中部國際機場啟用後，名古屋機場被前者取代大部分的機能，同時改為現名；機場管理從國營轉為愛知縣營，開行航線也大幅銳減至剩餘數條國內航線。

## 軍事用途
名古屋機場於1944年首次開放，稱為小牧陸軍飛行場。它最初被用作日本帝國陸軍航空兵的基地。因此，在太平洋戰爭中，它多次遭到美軍B-29超級堡壘轟炸機的轟炸。

### 美軍佔領
第二次世界大戰結束後，飛機場被美軍佔領，並更名為名古屋空軍基地（Nagoya Air Base）。開始重建受損嚴重的飛機場，1946年5月，名古屋基地成為美國第五航空隊的總部，該航空隊控制了整個日本的美國空軍佔領單位。1950年12月朝鮮戰爭期間，第五航空隊總部遷至韓國，它返回名古屋空軍基地在1954年9月，並一直保持到1957年7月美國空軍將名古屋空軍基地移交給日本航空自衛隊時，第五航空隊總部轉移至府中空軍基地。
在二戰結束後的十年中，美國空軍主要將名古屋空軍基地用作總部，在該基地駐紮了多個指揮和管制部門：
- 第308轟炸聯隊（308th Bombardment Wing），1947年3月1日-1948年6月30日
- 第85戰鬥機聯隊（85th Fighter Wing），1947年6月1日-1948年6月30日

該聯隊從菲律賓轉移至日本，負責防空任務
- 第314航空師（314th Air Division），1950年12月1日-1952年3月1日

在朝鮮戰爭期間，它承擔了基地建設和日本防衛的任務，並為第五航空隊提供了後勤支持。
1947年2月，第347全天候戰鬥機大隊開始使用P-61黑寡婦戰鬥機，並進駐名古屋空軍基地，開始防衛日本的領空，直到1950年6月“黑寡婦”退役，該部隊被解散。

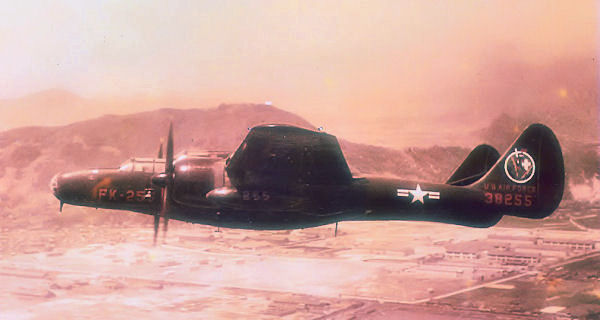
1949年，美國空軍第347全天候戰鬥機大隊的一架P-61黑寡婦戰鬥機於日本上空飛行

在韓國停戰協定簽訂，結束戰鬥之後，美國空軍第49戰鬥機大隊隨F-84雷霆戰鬥機轉移到名古屋空軍基地。直到1957年6月轉移到青森縣三澤空軍基地為止，該大隊一直為日本中部地區提供防空力量。
第6110空軍基地大隊（6110th Air Base Group）自1946年美軍進駐以來一直維持基地和提供無數的地面支援部隊，在1957年7月以後開始逐步縮編。第6110空軍基地大隊（6110th Air Base Group）一直持續駐紮在名古屋基地直到1958年6月30日，最後一批美軍離開名古屋空軍基地，並返回日本控制。

### 日本航空自衛隊
2009年，航空自衛隊在小牧基地成立了第404飛行隊，為空中加油中隊，配有KC-767空中加油機。

## 航空公司與航點
| 航空公司     | 目的地                                                              |
| ------------ | ------------------------------------------------------------------- |
| 富士夢幻航空 | 札幌/丘珠(季節運行)、山形、出雲、花卷、青森、高知、新潟、熊本、福岡 |

## 重大事件
- 1994年4月26日，自台灣中正國際機場（今桃園國際機場）飛往本機場的中華航空140號班機，降落時因駕駛與飛機電腦爭奪控制權而失速墜毀，造成264人罹難。
- 2005年2月17日，爱知县常滑市的中部国际机场啟用，國際線及大部份國內線的民航機改到中部國際機場起降。機場航管業務移交航空自衛隊，原有的IATA代码NGO改为NKM，ICAO代码RJNN改为RJNA。
- 2015年6月1日，以太陽能為動力的陽光動力號 (Solar Impulse)，挑戰環球飛行時，因西太平洋上空天候太過惡劣，臨時降落於名古屋飛行場，直到6月28日才起飛。
- 2015年11月11日，日本第一架國產噴射客機MRJ在名古屋飛行場首次試飛。
- 2016年4月24日，日本第一架自製匿蹤戰機X-2心神驗證機在名古屋飛行場首次試飛。

## 交通
名古屋飛行場與名古屋市中心相距約10公里車程。青交通（あおい交通）與名鐵巴士（名鉄バス）有開行此機場往來名古屋市及週邊城市的公車路線。

## 外部連結
- 县营名古屋空港 （页面存档备份，存于）（日語）（英文）（繁體中文）（简体中文）